# Java2D
Java2D is een API voor de programmeertaal Java voor het tekenen van tweedimensionale vormen en het uitvoeren van bewerkingen op tekst en afbeeldingen. Java2D is een uitbreiding van AWT en voegt klassen toe voor het tekenen van verscheidene lijndiktes, gekleurde vlakken met gradiënten en het uitvoeren van bewerkingen op afbeeldingen, vormen en tekst (zoals verplaatsen, draaien of uitrekken).

## Concepten
De volgende concepten en objecten worden geleverd door Java2D:
- Shapes: Shapes zijn tweedimensionale vormen zoals cirkels, rechthoeken en lijnen. Deze objecten worden meegegeven als argument aan een draw of fill methode van een Graphics2D object om zo de vormen te tekenen. Dit is een verandering met AWT waar men vormen tekende met behulp van verschillende draw... en fill... methoden waar ... de naam is van de vorm die men wou tekenen. Doordat Java2D een uitbreiding is van AWT kan men deze methoden nog wel gebruiken.
- Strokes: Strokes specificeren de eigenschappen van een lijn zoals de dikte, de stijl (bijvoorbeeld stippellijn) en de begin- en eindpunten van een lijn (bij vormen met hoeken bepaalt deze eigenschap hoe de hoeken eruitzien).
- Paint: Paints bepalen de eigenschappen van de kleur, afbeelding of het gradiënt dat wordt gebruikt om een lijn of vlak weer te geven. Deze kunnen worden gebruikt om een vorm te vullen (met bijvoorbeeld één kleur, een combinatie van kleuren of een afbeelding).
- Transformations: Transformations kunnen op vormen worden toegepast om ze te draaien, vergroten, verkleinen of uit te rekken.
- Composites: Men kan met behulp van composites vormen bovenop anderen te tekenen om zo een samenstelling van verschillende vormen weer te geven. Hierbij wordt gebruikgemaakt van transparantie om pixels waar een vorm bovenop wordt geplaatst nog gedeeltelijk zichtbaar te laten zijn.

Andere geleverde bewerkingen zijn voor het aanpassen van afbeeldingen (Images, waarvoor de standaardbewerkingen zoals roteren beschikbaar zijn maar ook bijvoorbeeld het (on)scherper maken van een afbeelding), het manipuleren van tekst (Text), het gedeeltelijk hertekenen van een object of afbeelding (Clipping), het printen van wat er op het scherm te zien is (Printing) en bewerkingen over de weergave van de algehele afbeelding, zoals anti-aliasing.